# Gerenciador de arquivos
Gerenciador de arquivos (português brasileiro) ou gestor de ficheiros (português europeu) é um programa de computador usado para criar e organizar diretórios e arquivos em sistemas operacionais. O gerenciamento de arquivos tem como função: gerenciar espaços alocados, criar e deletar arquivos .exe, criar e deletar diretórios de memória swap, mapear arquivos em disco em massa, fazer a manipulação de arquivos e diretórios (directx, copyling, cding, etc).
Atualmente (2015) eles são predominantemente softwares para interface gráfica, porém os primeiros eram majoritariamente para sistemas com apenas linha de comando (CLI).

## Exemplos
Alguns exemplos de sistemas operacionais, ambientes de desktop e gerenciadores de arquivos (interface gráfica):
- Konqueror (Linux/KDE)
- Dolphin (Linux/KDE)
- Krusader (Linux/KDE)
- Nautilus (Linux/GNOME)
- Thunar
- PCManFM
- Tracker (BeOS, Haiku e Zeta)
- Windows Explorer (Windows)
- Finder (Mac)

Alguns exemplos de gerenciadores de arquivos para modo texto:
- Midnight Commander (Linux/BSD/ Windows): com muitas funções.
- LinM (Linux): "user friendly".
- Norton Commander (Windows)